# This Will Destroy You
This Will Destroy You (TWDY) — американская пост-рок группа, образованная в 2005-м году в Сан-Маркос, штат Техас.
Группа состоит из четырёх человек: Крис Кинг, Донован Джонс, Джереми Галиндо, Алекс Бор и записывается под лейблом Magic Bullet Records.
В 2005 году в количестве 250 копий они выпустили свой первый мини-альбом Young Mountain, который первоначально был демозаписью группы. Пластинка получила восторженные отзывы и впоследствии в 2006-м году была выпущена более значительным тиражом. В феврале 2007-го музыканты приступили к записи своего дебютного альбома, который вышел в свет в январе 2008-го под одноимённым названием This Will Destroy You.
В 2009 году группа выпустила сплит с Lymbyc Systym под названием "Field Studies". Альбом вышел на привычном уже для группы DIY лейбле Magic Bullet. Из пяти композиций 2 принадлежат TWDY. В ноябре того же года из группы ушел Эндрю Миллер. На замену ему взяли Алекса Бхора (концертного менеджера группы).
Выпущенный в мае 2011 года альбом Tunnel Blanket занял 25 место в рейтинге Billboard.
В 2014 году вышел альбом "Another Language" на лейбле Suicide Squeeze. Релиз альбома состоялся 16 сентября, и в его поддержку группа посетила Европу вместе со своими друзьями из Lymbyc Systym, а также отправилась в тур по США.

## Состав Группы
Текущий Состав
- Jeremy Galindo — гитара (с 2005)
- Chris «Royal» King — гитара (с 2005)

Бывшие Участники
- Raymond Brown — бас, клавишные (2005—2007)
- Donovan «Dono» Jones — бас, клавишные (2007—2016)
- Andrew Miller — ударные (2005—2009)
- Alex Bhore — ударные (2009—2016)

## Дискография

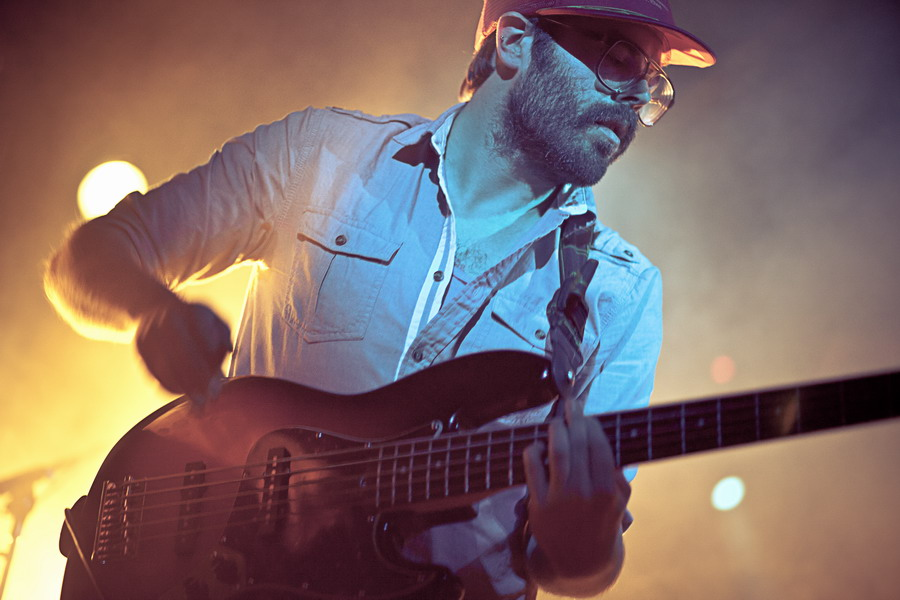
Донован Джонс

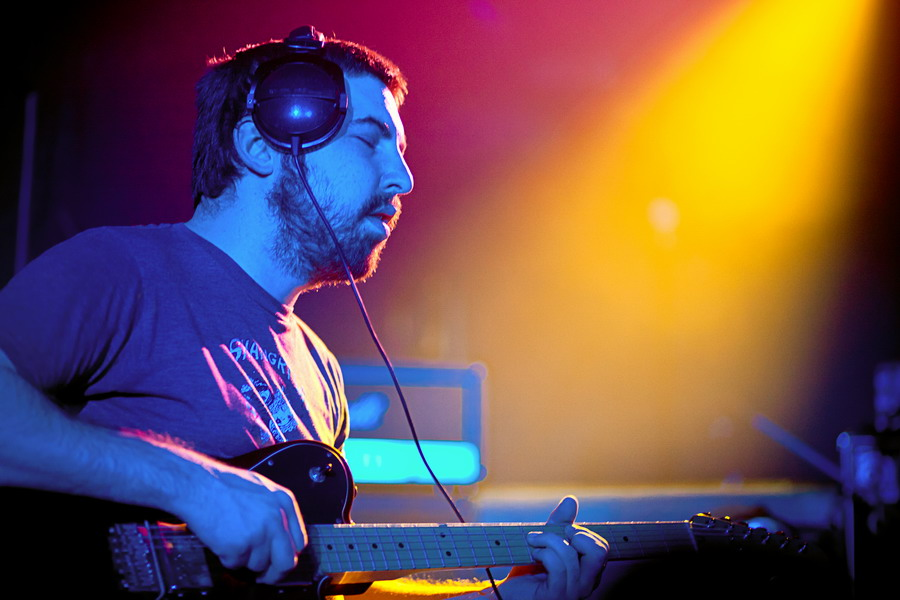
Джереми Галиндо

### Студийные Альбомы
- 2008 — This Will Destroy You
- 2011 — Tunnel Blanket
- 2014 — Another Language

### EP
- 2006 — Young Mountain
- 2009 — Field Studies, split with Lymbyc Systym
- 2010 — Moving on the Edges of Things

### Синглы
- 2010 — Communal Blood
- 2011 — Black Dunes

### Live-Альбомы
- 2013 — Live in Reykjavik, Iceland